# Kauhaholmarna
Kauhaholmarna är en ö i Finland. Den ligger i sjön Röukasträsket och i kommunen Vörå i den ekonomiska regionen  Vasa  och landskapet Österbotten, i den sydvästra delen av landet, 400 km norr om huvudstaden Helsingfors. Öns area är 0,6 hektar och dess största längd är 220 meter i nord-sydlig riktning.